# Kościół Najświętszej Maryi Panny Matki Kościoła w Komorowie
Kościół pw. Najświętszej Maryi Panny Matki Kościoła – świątynia rzymskokatolicka położona jest w Komorowie, dekanat Raniżów.

## Historia
Kościół murowany, wybudowano w latach 1988-97, projektu mgr inż. ach. Adama Gustawa z Rzeszowa przy współpracy konstruktora Józefa Kocera., jako kaplica pomocnicza parafii Majdan Królewski. Plac pod budowę kościoła został poświęcony 3 maja 1988 roku i w tym roku rozpoczęto budowę. Dnia 28 czerwca 1992 r. został wmurowany kamień węgielny. Świątynia została poświęcona przez ks. abpa Adama Kozłowieckiego. Od 29 czerwca 1997 roku, tj. utworzenia parafii w Komorowie, świątynia ta pełni funkcję kościoła parafialnego. Dnia 27 maja 2007 r. Biskup Sandomierski Andrzej Dzięga konsekrował świątynię. W Ołtarzu Soborowym zostały umieszczone relikwie św. Andrzeja Apostoła.

## Architektura
Kościół jest jednonawowy, kryta jest dachem czterospadowym siodłowym. Do fasady przylega wysoka strzelista wieża zakończona koroną i krzyżem. W części chóru muzycznego kościoła znajduje się kruchta oddzielona od nawy przeszklonymi drzwiami.

### Wnętrze
W ołtarzu głównym umieszczona jest rzeźba monumentalna NMP Matki Kościoła (wyk. Józef Powroźnik - artysta z Przeworska, 2001). W oknach witraże figuralne, m.in. Wniebowzięcie NMP, Ukoronowanie Matki Najświętszej (wyk. Wiesław Czechowicz z Cieklina, 2000). Ściany pokryte są polichromią: w prezbiterium rajski ogród, w nawie tajemnice chwalebne Różańca św. oraz postaci wielkich czcicieli Matki Bożej: św. Maksymilian Kolbe, św. Stanisław Kostka, Kazimierz Jagiellończyk, św. Jacek Odrowąż (wyk. Państwo Powroźnikowie z Przeworska, 2002-2006)

## Galeria

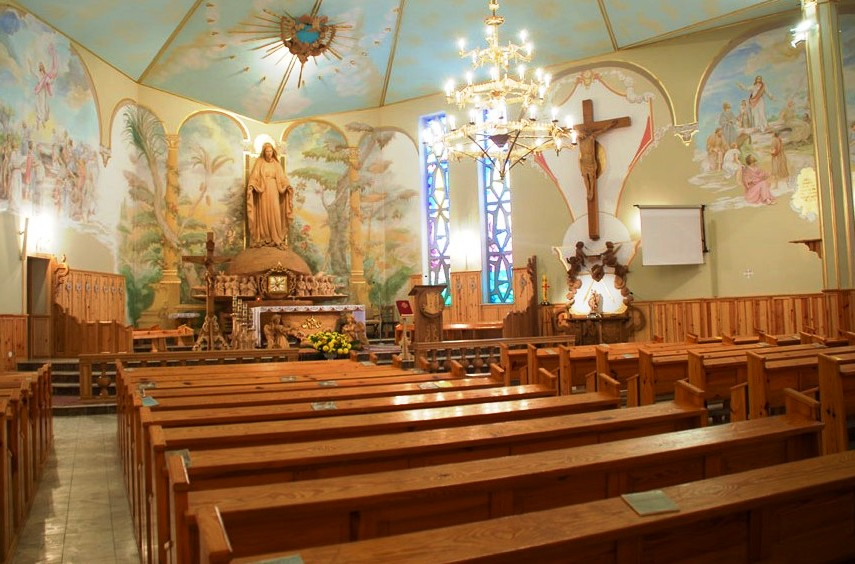
Wnętrze kościoła w Komorowie
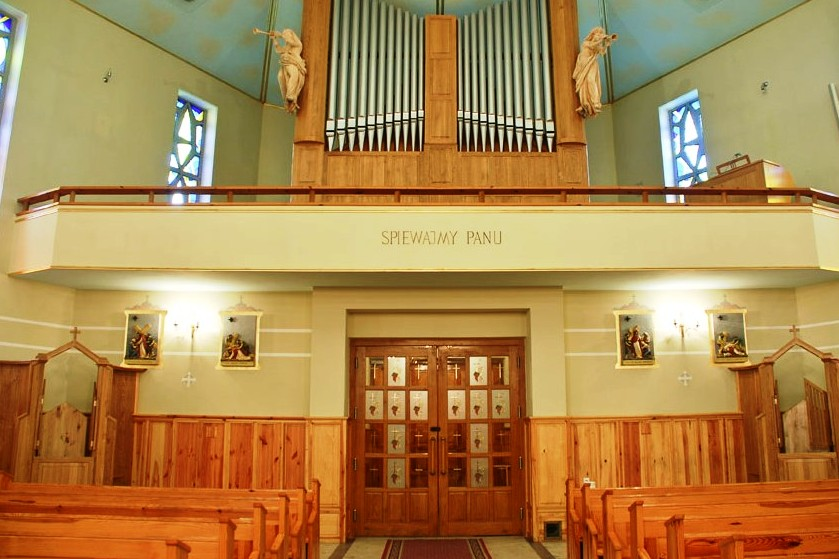
Widok na chór muzyczny
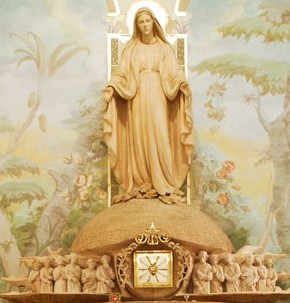
Figura NMP Matki Kościoła